# Tracy Ann Route
Tracy Ann Route (* 23. Februar 1985) ist eine ehemalige mikronesische Schwimmerin.

## Biografie
Bei den Olympischen Sommerspielen 2000 in Sydney nahm Mikronesien zum ersten Mal in der Geschichte an Olympischen Spielen teil. Zur fünfköpfigen Delegation des Pazifikstaates gehörte auch die damals 15-jährige Tracy Ann Route. Sie startete über 100 Meter Schmetterling, wo sie den letzten Platz belegte.
Vier Jahre später trat Route bei den Spielen in Peking über 50 Meter Freistil an. Von 75 Athletinnen belegte sie den 65. Rang.